# SORCE
Solar Radiation and Climate Experiment (SORCE) – eksperyment satelitarny do oceny całkowitego i widmowego rozkładu promieniowania słonecznego dochodzącego do atmosfery ziemskiej.
Satelita został wyniesiony na orbitę 25 stycznia 2003 i ma na pokładzie pięć instrumentów badawczych:
- Monitor Całkowitej Irradiancji (ang. Total Irradiance Monitor – TIM)
- Eksperyment Porównujący Słoneczną i Gwiezdną Irradiancję (Solar Stellar Irradiance Comparison Experiment – SOLSTICE) – 2 identyczne urządzenia o nazwach SOLSTICE A i SOLSTICE B
- Monitor Spektralnej Irradiancji (Spectral Irradiance Monitor – SIM)
- Fotometr XUV (XUV Photometer System XPS).

## Koniec Misji
NASA wycofała SORCE z eksploatacji 25 lutego 2020 roku, po 17 latach pracy (ponad trzykrotnie dłużej niż pierwotnie zakładany pięcioletni okres eksploatacji). Statek kosmiczny zmagał się z problemami degradacji baterii od 2011 roku, co uniemożliwiło SORCE prowadzenie pomiarów w pełnym wymiarze czasu. Zespoły naziemne przestawiły się na obserwacje tylko w ciągu dnia, skutecznie pozwalając SORCE działać bez sprawnej baterii poprzez swoje panele słoneczne.
NASA planowała utrzymać działanie SORCE do czasu, gdy będzie można opracować i wystrzelić jego zamiennik. Satelita Glory, który kontynuowałby obserwacje SORCE, został utracony w wyniku awarii startowej w 2011 roku. Zapasowy instrument irradiancji słonecznej, Total Solar Irradiance Calibration Transfer Experiment (TCTE), został wystrzelony w listopadzie 2013 roku na należącym do Sił Powietrznych Stanów Zjednoczonych STPSat-3, ale pełne zastąpienie SORCE nie zostało wystrzelone aż do grudnia 2017 roku, kiedy to Total and Spectral solar Irradiance Sensor (TSPS) został dostarczony na Międzynarodową Stację Kosmiczną (ISS).
Pozostawiony do dryfowania na orbicie, SORCE jest przewidywany do ponownego wejścia w atmosferę w 2032 roku, przy czym oczekuje się, że większość statku kosmicznego spłonie podczas ponownego wejścia.